# مرغ لاکو
مرغ لاکو یا مورغ کباب یکی از غذاهای محلی در استان گیلان است. مواد این خورش را مرغ یا مرغابی، گردو، رب انار و نمک و فلفل تشکیل می‌دهد. در قدیم در گیلان مرسوم بوده‌است که کشاورزان علاوه به سیورسات یعنی مرغ و جوجه و جرکول (برنج سبز نوبرانه) و تخم مرغ و جارو برای ارباب مرغ لاکو یا مرغ کباب هم هدیه می‌آوردند. مرغ لاکو عبارت بود از یک مرغ یا مرغابی که آن را در فسنجان خیلی غلیظ و سفت فراهم کرده و در یک ظرف مناسب ریخته و با چندین عدد نان گندمی یا نان لاکو در دستمالی پیچیده و برای ارباب می‌آوردند. در عوض ارباب نیز در دستمال مرغ لاکوی آورنده یک قواره پارچه یا مقداری پول گذاشته و آنرا به آوردنده پس می‌داد.